# Oś Adamsa

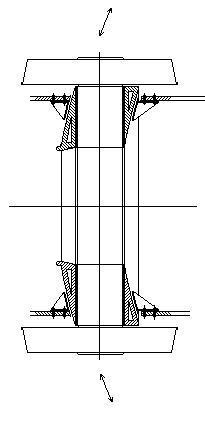
Schemat osi Adamsa

Oś Adamsa − rozwiązanie konstrukcyjne wózka parowozu opracowane w 1863 przez Williama Bridgesa Adamsa (ur. 1797; zm. 1872).
W miarę wzrostu rozmiarów parowozów i zwiększania liczby osi pojawiły się problemy z wpisywaniem się parowozów w łuki torów. Powstawały różne konstrukcje rozwiązujące ten problem. 
W 1863 r. Adams zbudował przesuwną oś toczną, znaną jako „oś Adamsa”. Stanowi ona jednoosiowy wózek toczny z teoretycznym środkiem obrotu. Stosuje się ją wtedy, gdy ze względów konstrukcyjnych nie można zastosować wózka jednoosiowego z dyszlem. Tuleje łożyskowe osi umocował w taki sposób, aby oś mogła zarówno przesuwać się, jak i obracać. Konstrukcja umożliwia przesuw boczny osi do ok. 60 mm. Urządzenie składa się z prowadnic w kształcie wycinka koła, którego środek jest teoretycznym środkiem obrotu wózka. Podczas jazdy po prostej wózek jest utrzymywany w położeniu środkowym przez nastawiacze powrotne. Zaletą tego rozwiązania jest zwarta i oszczędzająca miejsce konstrukcja, wadą – skłonność do zakleszczania się wózka przy przechodzeniu przez nierówności toru, szczególnie przy jeździe wózkiem naprzód, co mogło powodować wykolejenie parowozu.
Oś Adamsa naprowadzała parowóz na łuk, przez co lepiej wpisywał się on w łuk toru, mógł przejeżdżać łuki z większą prędkością i zmniejszało się zużycie obrzeży kół.